# Агадати, Барух

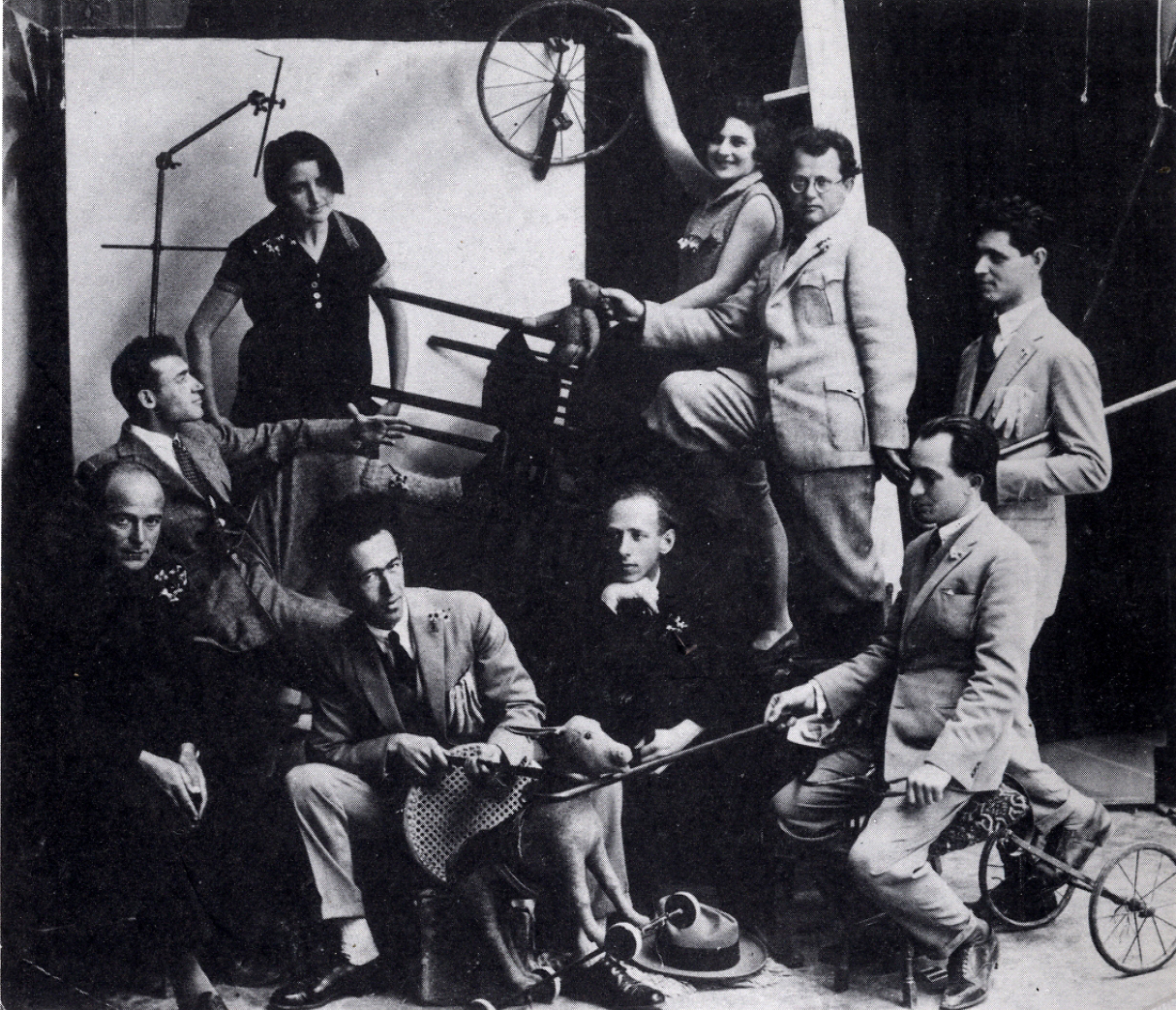
Агадати крайний справа, с другими артистами (1925). Фотография Авраама Соскина.

Барух Агадати (Бори́с Льво́вич Кауша́нский; ивр. ברוך אגדתי‎; 1895, Бендеры, Бессарабская губерния — 18 января 1976, Тель-Авив, Израиль) — израильский танцовщик, хореограф, балетмейстер, художник, кинорежиссёр и продюсер. Создатель израильского национального танца («хора Агадати»), пионер израильского кинематографа.

## Биография

### Ранний период
Бурых Каушанский, позже известный как Барух Агадати, родился в состоятельной семье Лейба и Баси Каушанских в бессарабском городке Бендеры (ныне Приднестровье) на берегу Днестра. Помимо него в семье росли ещё двое младших детей: брат Ицик и сестра Рейзл (Роза, в Палестине — Шошана Пинкус). Учился в хедере и в светской гимназии в Бендерах. В 1910 году, пятнадцатилетним подростком самостоятельно уехал в Палестину, где поступил в школу искусств и ремёсел Бецалель в Иерусалиме под руководством Бориса Шаца. Живя в Петах-Тикве, зарабатывал на жизнь работая на укладке асфальта, позже — частными уроками танца.
В 1914 году вернулся к родителям и поступил в балетную школу при Одесском оперном театре, после окончания которой был принят в танцевальную труппу театра. Согласно легенде, сценический псевдоним «Агадати» (дословно: легендарный) возник случайно именно в этот, одесский период с лёгкой руки поэта Якова Фихмана, который представил так молодого танцовщика признанному мэтру еврейской литературы Хаим-Нахман Бялику.

### Хореография
После окончания Первой мировой войны в 1919 году Каушанский вновь уехал в подмандатную Палестину на корабле «Руслан» и целиком посвятил себя танцу. Сначала организовал балетную труппу (Еврейский художественный балет), которая однако не пользовалась успехом; тогда переключился на современную хореографию. Поставил несколько танцевальных представлений с использованием произведений классической музыки, традиционного хасидского танца (т. н. «хусидл») и с костюмами по собственным эскизам. Постепенно он стал включать в программы восточные (например, в танце «Йеменский экстаз») и религиозные (например, в танце «Проводы Царицы Субботы») мотивы. Сам же Агадати выступал и солистом труппы, которая получила название «Хеврэ траск».
В начале 1920-х годов, отталкиваясь от молдавских народных танцев виденных им в Бессарабии, Агадати создал собственный танец на музыку учившегося тогда в Париже румынского (трансильванского) композитора Александра Босковича со словами Зэева Хавацелета. В отличие от бессарабской хоры, в музыкальном плане этот танец, получивший название «хора Агадати», использовал быстрый ритм на четыре четверти, но схожую с бессарабской круговую хореографию. По некоторым данным, танец был создан по заказу театра «Оһэль» (Шатёр) в 1924 году, однако известно, что Агадати в это время в Палестине не был. Хора Агадати приобрела необычайную популярность, стала первым израильским национальным танцем и широко распространена по сей день.
С 1923 по 1927 год Агадати вместе со своей труппой жил в Европе, гастролируя в Варшаве, Берлине, Вене и Париже. О широкой известности труппы в это время говорит тот факт, что уже в 1925 году вышла первая монография на иврите, целиком посвящённая хореографу: Ашер Бараш, Ицхак Ках, Менаше Рабинович «һаАман һаРикуд һаИври» (Мастер нового еврейского танца), издательство «Хедим»: Тель-Авив, 1925. Эскизы некоторых костюмов для Агадати во время европейского турне выполнила Наталья Гончарова — жена земляка Агадати художника Михаила Ларионова, который также оставил по меньшей мере три его рисунка. Так, именно Гончаровой принадлежит эскиз костюма хасида к одному из самых известных его танцев. Живя в Париже, Агадати был дружен с обоими, а также с художником Мане Кацем, и очевидно был вхож главным образом в художественную среду.

### Синематограф
По возвращении в Тель-Авив, Агадати всё меньше времени уделял хореографии, которая в те времена не вызывала среди поселенцев особого интереса. На протяжении ряда лет он занимался постановкой ежегодных карнавальных шествий «Адлояда» на праздник Пурим в Тель-Авиве, которые в результате стали традиционными. Уже в 1928 году он снялся в совместном палестино-немецком фильме «Весна в Палестине» (на иврите Авив беЭрец Исраэль), который представлял собой комбинацию игрового кинематографа с документальной хроникой. Именно этот стиль и привлёк Агадати, и в 1931 году он вместе с младшим братом Ициком (теперь Ицхаком Каушанским, а позднее — тоже Агадати, 1903—1980) основал кинокомпанию Aga-film (от Агадати), которая до 1934 года занималась выпуском документальной кинохроники из жизни поселенцев.
В 1935 году в прокат на нескольких языках вышел первый художественный фильм Агадати «Зот хи һаАрец» (Вот эта земля), сочетавший игровое кино с документальным. Сценарий к кинокартине написал тогда только начинающий литератор Авигдор һаМеири (Файерштейн, 1890—1970), в ролях снялись известные в будущем израильские актёры Рафаэль Клячкин (1905—1987) и Шмуэль Роденский (1905—1989). В 1936 году Агадати полностью отстранился от хореографии, но продолжал рисовать. В середине 1930-х годов он открыл в Тель-Авиве первый постоянный кинотеатр.
Интерес к кино у него однако не угас и уже после образования государства Израиль, в 1950 году Агадати вместе с братьями Йосефом и Мордехаем Навон открыл первую в стране кинокомпанию «Гева» в Тель-Авиве. Тогда как братья Навон выступали исключительно в роли продюсеров, Агадати зачастую был и продюсером, и режиссёром-постановщиком, и сценаристом, и оператором, и художником-оформителем собственных кинокартин. Так, в картине «Ха-Этмол Шел Махар» (Завтрашнее вчера, 1964) он одновременно играет все вышеуказанные роли, и вновь совмещает игровое кино с кинохроникой. Из других фильмов следует отметить «Навэ Мидбар» (Оазис в пустыне, 1960), отмеченный специальной премией на Стокгольмском кинофестивале, «I Like Mike» (Мне нравится Майк, 1961), «Хевра ше-казот» (Такая компания, 1964) и «Халах ба-Садот» (Он шёл полями, 1967) по роману Моше Шамира (1921—2004).

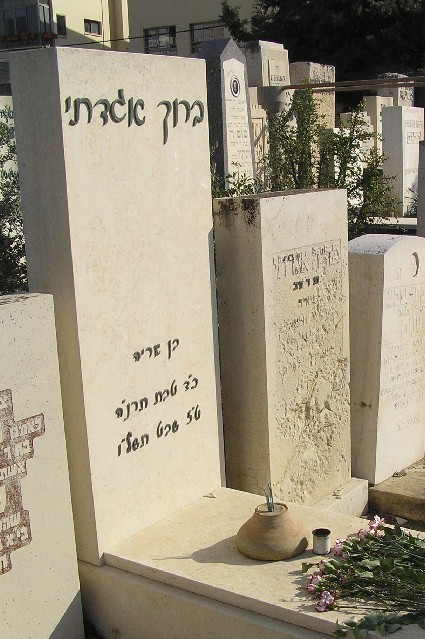
Надгробие Агадати на кладбище Трумпельдор в Тель-Авиве

Барух Агадати никогда не был женат и умер в Тель-Авиве 18 января 1976 года в одиночестве. Вскоре после его смерти вышел посвящённый его жизни документальный фильм режиссёра Адама Гринберга (1976), а через десять лет — обширная монография Гиоры Манора «Агадати — Халуц Ха-махоль ха-хадаш бе-Эрец Исраэль» (Агадати — пионер современного танца в Земле Израиля, издательство Сифрият ха-поалим: Тель-Авив, 1986). Наконец, в 1997 году на экраны вышел документальный фильм Гиллеля Тристера «Agadati: Screen of an Artist». Именем Агадати названы улицы в Израиле.

## Картины Агадати
- Хасид с талесом
- Танцующий хасид
- Бахайский храм в Хайфе

## Книги
- Baruch Agadati, «Water colour painting on silk» (Акварель на шёлке, альбом с введением Йоава Бареля), Newman: Иерусалим, 1968.